# Coquillettia luteiclava
Coquillettia luteiclava är en insektsart som beskrevs av Knight 1968. Coquillettia luteiclava ingår i släktet Coquillettia och familjen ängsskinnbaggar. Inga underarter finns listade i Catalogue of Life.